# Arsakios (Heermeister)
Arsakios war ein spätantiker römischer Heermeister (magister militum).
Seinem Namen nach zu schließen, war Arsakios vielleicht persischer oder armenischer Abkunft. Er wird nur an einer Stelle in den Quellen erwähnt: Das Chronicon Paschale verzeichnet, dass er in der frühen Regierungszeit des oströmischen Kaisers Theodosius II. gemeinsam mit seinem Heermeisterkollegen Varanes sowie dem hohen Beamten Synesius einen Brotaufstand in der Hauptstadt Konstantinopel beruhigte. Wann genau dies stattfand, ist Gegenstand der Forschung: Die ältere Vermutung Otto Seecks, die Geschichte habe sich 410 ereignet, im Konsulatsjahr des Varanes, ist durch eine neuere Rekonstruktion überholt, der zufolge sie sich 409 zutrug, als Flavius Monaxius Stadtpräfekt Konstantinopels war. Dieser erließ am 26. April 409 ein Gesetz zur Brotknappheit in Konstantinopel. Für die Datierung ins Jahr 409 spricht auch eine Erwähnung des Aufstands in der Chronik des Marcellinus Comes für dieses Jahr. Vermutlich war Arsakios gemeinsam mit Varanes als magister militum praesentalis tätig, also als Kommandeur der Truppen am kaiserlichen Hof. So wäre er auch Mitglied des kaiserlichen Kronrats (consistorium) gewesen.